# Substrat (Biochemie)
In der Biochemie wird als Substrat ein Stoff bezeichnet, der in einer enzymatisch gesteuerten Reaktion umgesetzt wird. 
Bei einer solchen Reaktion spaltet oder verändert das Enzym in einer katalytischen Reaktion einen oder mehrere andere Stoffe – die Substrate.
Ein Substrat ist in der Chemie also der Ausgangsstoff bei der Katalyse, im weitesten Sinn ein Träger bestimmter physikalischer, chemischer oder biologischer Eigenschaften, die sich in der Regel durch die Reaktion (oder im Laufe einer Kaskade von Reaktionen) ändern.
In mikrobiologischen Versuchsansätzen wird auch das Nährmedium als Substrat bezeichnet.

## Enzymatik
In der Enzymatik wird das Edukt (Ausgangsstoff) einer durch ein Enzym katalysierten, biochemischen Reaktion als Substrat bezeichnet.
Eine einfache Beschreibung einer enzymatischen Reaktion hat für gewöhnlich folgendes Aussehen:
{\displaystyle \mathrm {Enzym+S\rightleftharpoons Enzym-S\rightleftharpoons Enzym+P} }
Das Edukt {\displaystyle S} ist also das Substrat des Enzyms in der dargestellten Reaktionsgleichung und der Enzym-Substrat-Komplex ist mit {\displaystyle \mathrm {Enzym-S} } dargestellt. Das Produkt {\displaystyle P} trägt manchmal keine neue Bezeichnung, wird jedoch auch 'umgesetztes Substrat' oder 'umgewandeltes Substrat' genannt.
Interessant für die Detektion von Enzymen in Mikroorganismen und für die Aktivitätsbestimmung von Enzymen sind vor allem auch chromogene und fluorogene Substrate. Diese Substrate werden gespalten und es wird ein Chromogen (Farbstoff), bzw. ein Fluorogen (Fluoreszenzfarbstoff) freigesetzt. Durch eine Verfärbung oder durch Fluoreszenz kann eine Enzymaktivität detektiert werden. Mittels der Intensität der Färbung oder Fluoreszenz kann die enzymatische Aktivität (Enzymkinetik) bestimmt werden.
Diese Substrate werden vor allem in ELISA-Tests und diversen biochemischen Tests verwendet. In der Mikrobiologie werden sie für chromogene und fluorogene Medien (Nährmedien) verwendet, um eine sicherere und leichtere Isolation und Identifikation bestimmter Mikroorganismen zu erreichen.